# Michelle Smith
Michelle Smith de Bruin (Rathcoole, 16 dicembre 1969) è un'ex nuotatrice irlandese.
Specializzata nello stile libero, nella farfalla e nei misti, ha vinto quattro medaglie, di cui tre d'oro, alle Olimpiadi di Atlanta 1996.
Durante i giochi di Atlanta, la nuotatrice statunitense Janet Evans l'accusò in conferenza stampa di doping. Queste accuse generarono molto clamore, ma non vennero provate in quel momento. 
Tuttavia, Erik de Bruin, suo marito ed allenatore, lanciatore del disco e del peso olandese, era stato trovato dopato in un test del 1993 e sospeso dalle competizioni.
Inoltre agli europei di nuoto di Vienna nel 1995, il marito era stato sorpreso nella sala controlli antidoping con un accredito falso, in cui risultava belga.
Nel 1998, fu giudicata colpevole di aver compromesso un campione di urine, e per questo fu sospesa per quattro anni. Un suo campione di urina durante un test antidoping di routine era infatti stato trovato contaminato con alcol. Inoltre nel suo campione fu trovata una sostanza dopante, l'androstenedione.
La squalifica mise fine alla sua carriera.

## Palmarès
- Olimpiadi

Atlanta 1996: oro nei 400m sl, nei 200m misti e nei 400m misti e bronzo nei 200m farfalla.
- Europei

Vienna 1995: oro nei 200m farfalla e nei 200m misti e argento nei 400m misti.
Siviglia 1997: oro nei 200m sl e nei 400m misti, argento nei 400m sl e nei 200m farfalla.
- Vincitrice della Coppa del Mondo di farfalla nel 1995

## Riconoscimenti
- European Swimmer of the Year: 1996